# Télé Gaucho
Pour les articles homonymes, voir Gaucho (homonymie).
Pour plus de détails, voir Fiche technique et Distribution.
Télé Gaucho est un film français réalisé par Michel Leclerc et sorti en 2012.
Le film s'inspire librement de l'histoire de Télé Bocal.

## Synopsis
Vie d'une télé locale indépendante dans les années 1990 en France gérée par Jean Lou, Yasmina, Étienne et Adonis, des anarchistes et provocateurs de la première heure, prêts à faire la révolution,.

## Fiche technique
- Titre original : Télé Gaucho
- Réalisation : Michel Leclerc
- Scénario : Michel Leclerc, Thomas Lilti
- Direction artistique : Pauline Bourdon
- Musique : Jérôme Bensoussan
- Photographie : Guillaume Deffontaines
- Montage : Annette Dutertre
- Société de production : 31 Juin Films
- Budget : 3,72 millions d’euros
- Pays d'origine :  France
- Langue : français
- Genre : comédie
- Durée : 108 minutes
- Date de sortie : 
  - France : 12 décembre 2012
- Box office: 56 895 entrées

## Distribution
- Félix Moati : Victor
- Sara Forestier : Clara
- Éric Elmosnino : Jean-Lou
- Maïwenn : Yasmina

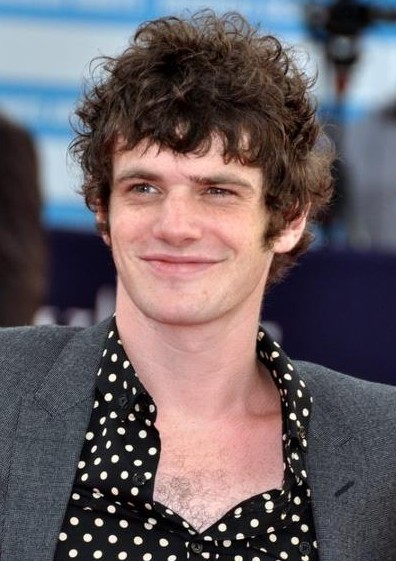
L'acteur principal Félix Moati au festival du cinéma américain de Deauville 2012.

- Emmanuelle Béart : Patricia Gabriel, la présentatrice vedette sur HT1
- Yannick Choirat : Étienne, le militant politisé
- Zinedine Soualem : Jimmy, l'ancien acteur de porno
- Lionel Girard : Adonis, le chanteur
- Christiane Millet : la mère de Victor
- François-Éric Gendron : le père de Victor
- Carla Besnaïnou : Justine, la jeune sœur de Victor
- Samir Guesmi : Bébé
- David Mora : Pascal, assistant de Patricia Gabriel
- Laurent Firode : Manifestant pro IVG

## Réception critique
- La Croix par Arnaud Shwartz : « C’est dommage : surgie après l’invention du camescope mais avant celle d’Internet, l’expérience de Télé Gaucho répondait sans doute à un besoin d’expression libre et directe, qui méritait qu’on s’y arrête. »[réf. nécessaire]
- Le Nouvel Observateur par Xavier Leherpeur : « Un film joyeux et débridé qui restitue ce goût à nul autre pareil pour l'irrévérence et un bordel joliment orchestré par la mise en scène, que revendique toujours Télé Bocal, dont la voix discordante se fait entendre sur la TNT, chaque jour, entre 23 heures et 2 heures du matin. »[réf. nécessaire]
- L'Express par Laurent Djian : « Leur appétit de révolte ou leurs engueulades homériques offrent des situations aussi loufoques que désopilantes. »[réf. nécessaire]
- Le Point par François-Guillaume Lorrain : « On imagine le joyeux foutoir, que Michel Leclerc, qui fit partie de l'aventure, tente de restituer cahin-caha, sans essayer de mettre trop d'ordre à une aventure qui n'en avait guère. »[réf. nécessaire]
- Le Parisien par Pierre Vavasseur : « « Télé Gaucho » est censé nous raconter cette joyeuse aventure mais l’affaire tourne vite au ciné gâchis. Séquences brouillonnes ou idiotes, scénario crypté, seconds rôles décoratifs, mise en scène aux abonnés absents : Leclerc livre une tambouille volontairement anarchique à la va-comme-que-je-te-filme. »[réf. nécessaire]
- Le Monde par Isabelle Regnier : « "Télé Gaucho" : une comédie plutôt réussie doublée d'un récit d'apprentissage. » regrettant néanmoins que le film « se condamne à n'être guère plus qu'une sorte de reboot de Mes Meilleurs Copains. »[4]
- Le Journal du dimanche par Jean-Pierre Lacomme : « La politique sert de toile de fond mais ce qui domine ici, c'est l'amour des personnages, la générosité et le rire, qui valent bien toutes les banderoles. »[réf. nécessaire]
- Marianne par Danièle Heyman : « Ah ! Quel joyeux bordel ! Quel sympathique foutoir ! Michel Leclerc n'a pas raté son coup d'après Le Nom des gens. »[réf. nécessaire]
- Télé 7 Jours par Viviane Pescheux : « le réalisateur du "Nom des gens" trouve, une fois encore, le ton juste, entre situations cocasses et personnages hauts en couleur. »[réf. nécessaire]
- Positif par Adrien Gombeaud : « un projet foutrac et sympa, comme l'étaient les programmes libertaires dont il s'inspire. […] Il reste soulevé par des bouffées de romantisme acharné, par l'humour et la sensualité candide de Sara Forestier. »[réf. nécessaire]
- Première par Antoine Prioul : « Choper le rire comme il vient, à savoir par la bande, c'est un peu la marque de fabrique de Michel Leclerc […] l'ennui, c'est que cette mécanique du hasard provoqué s'avère un rien prévisible. »[réf. nécessaire]
- Les Fiches du cinéma par Isabelle Danel : « Sympathique, mais trop foutraque, le film laisse une impression de brouhaha auquel il manque le rythme et les rires. Mais il révèle le jeune Félix Moati. »[réf. nécessaire]
- Transfuge par Romain Blondeau : « Sans jamais retrouver ni l'habileté ni la drôlerie du "Nom des gens", Michel Leclerc décline les vannes paresseuses et inopérantes dans l'hystérie générale. »[réf. nécessaire]

## Autour du film
- Le film réunit la meilleure actrice ainsi que le meilleur acteur de l'année récompensé lors de la cérémonie des Césars 2011, respectivement Sara Forestier et Éric Elmosnino.
- Le tournage a eu lieu à Paris au cours de l'été 2011[2],[5].
- Michel Leclerc et sa femme Baya Kasmi sont des anciens de Télé Bocal[6].

## Lieux de tournage
- Paris
  - 7e arrondissement : rue de l'Université
  - 8e arrondissement : avenue des Champs-Élysées
  - 12e arrondissement : parvis de Paris-Gare-de-Lyon
  - 16e arrondissement :
    - Palais de Chaillot
    - Rue Vauvenargues

  - 20e arrondissement : le Bar de la Réunion[7]

## Distinction

### Nomination
- 2013 : Nomination au César du meilleur espoir masculin pour Félix Moati